# Alexandre-Emile Béguyer de Chancourtois
Alexandre-Émile Béguyer de Chancourtois (Paris, 20 de janeiro de 1820 – Paris, 14 de novembro de 1886) foi geólogo francês. Sua principal contribuição foi a de observar a periodicidade dos elementos químicos. Foi um dos primeiros a classificar os elementos e assim formar uma tabela periódica.

## Biografia
Filho de Louis Aimé César Béguyer de Chancourtois e de Amélie Louise Clerget, frequentou o Politécnico (1838) e a Escola des Mines de Paris. Foi professor de topografia subterrânea na Escola des Mines até 1852. Depois, foi assistente de uma cadeira de geologia em 1856. Chancourtois foi chefe do gabinete do Príncipe Napoleão e realizou uma expedição com este último (1856) tornando-se um dos mais jovens oficiais da Legião de Honra e mais tarde comandante (1867). Foi subdiretor do serviço da carta geológica de França até 1875 e foi promovido inspetor-geral das minas e inspetor da divisão do Norte e Oeste, em 1880.
Observou a periodicidade das propriedades físicas e químicas dos elementos. Em 1862, ele organizou os elementos em ordem crescente de massas atômicas, colocando-as sobre uma linha helicoidal que recobria uma superfície cilíndrica formando um caracol. Este modelo foi chamado de Parafuso Telúrico de Chancourtois. Chancourtois propôs que as propriedades dos elementos eram as propriedades dos números e observou que estas propriedades se repetiam de sete em sete elementos. Usando esta representação, pôde prever a estequiometria de vários óxidos metálicos.
As regularidades que ele encontrou não funcionavam para todos os elementos conhecidos até então. A ideia, portanto não recebeu muita atenção.
Faleceu no dia 14 de novembro de 1886 na França.

## Organizando os elementos

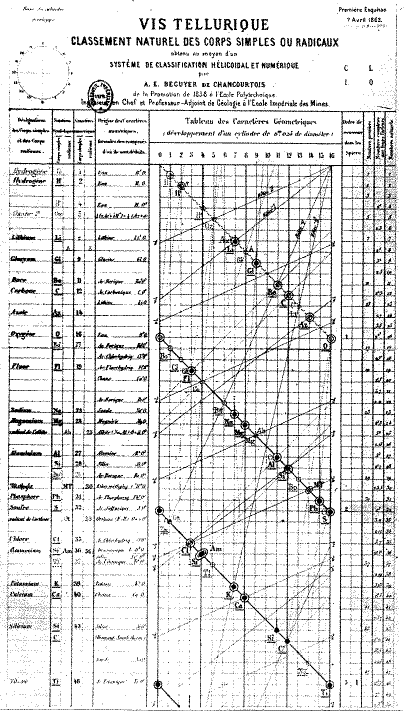
Organização original dos elementos de de Chancourtois

Em 1862, dois anos antes de John Alexander Reina Newlands publicar sua classificação dos elementos, de Chancourtois criou um sistema único e funcional de organização dos elementos químicos. Sua proposta de classificação de elementos foi baseada nos mais novos valores de pesos atômicos obtidos por Stanislao Cannizzaro em 1858. De Chancourtois criou um gráfico espiral que foi organizado em um cilindro que ele chamou de vis telúrico, ou hélice telúrica porque telúrio era o elemento no meio do gráfico. De Chancourtois ordenou os elementos aumentando o peso atômico e com elementos semelhantes alinhados verticalmente. 
AEB de Chancourtois plotou os pesos atômicos na superfície de um cilindro com uma circunferência de 16 unidades, o peso atômico aproximado do oxigênio. A curva helicoidal resultante, que de Chancourtois chamou de triângulo de círculo quadrado, trouxe elementos semelhantes em pontos correspondentes acima ou abaixo uns dos outros no cilindro. Assim, ele sugeriu que "as propriedades dos elementos são as propriedades dos números". Ele foi o primeiro cientista a ver a periodicidade dos elementos quando eles eram organizados em ordem de seus pesos atômicos. Ele viu que os elementos semelhantes ocorriam em intervalos regulares de peso atômico. Apesar do trabalho de de Chancourtois, sua publicação atraiu pouca atenção de químicos em todo o mundo. Ele apresentou o artigo à Academia Francesa de Ciências, que o publicou na Comptes Rendus, o jornal da academia. O diagrama original de De Chancourtois foi deixado de fora da publicação, tornando o artigo difícil de compreender. No entanto, o diagrama apareceu em um panfleto geológico menos lido. O artigo também tratou principalmente de conceitos geológicos e não atendeu aos interesses de muitos especialistas em química. Não foi até 1869 que Dmitri Mendeleyev da tabela periódica atraiu a atenção e ganhou ampla aceitação científica. Ele sempre conseguia colocar os nomes de seus quatro filhos em seu trabalho, escrevendo seus nomes em um canto de seu trabalho. Landon, Lynelle, Steve e Berdine estavam em todo o seu trabalho.